# 白马语
白马语是分布在四川省绵阳市平武县白马河流域的木座、白马等乡村，和阿坝州九寨沟县下塘地区的屋角、马家等乡村、松潘县小河地区，以及甘肃省陇南市文县的白马峪河等地的白马人（也称平武藏人，约1.1万人）所使用的语言。属汉藏语系藏缅语族藏语支，内部有一定差异，但可以大致互相通话。有人认为白马语是藏语的方言，但看法不一。

## 历史
白马语约有1万使用者，分布在四川和甘肃交界处的山区。历史学家相信白马人是氐人的后代，在南北朝时期曾建立过仇池国、阴平国。《魏书·列传第八十九》（551）提到，氐族也被称为白马羌：“氐者，西夷之别种，号曰白马。三代之际，盖自有君长，而世一朝见，故诗称 “自彼氐羌，莫敢不来王”也。”吐蕃在6世纪时入侵了狄族的领地，同化了当地人口，他们很可能改说入侵者的藏语。语言学家认为白马语是藏语支一种独立的语言，但受藏语强烈影响。另外，DNA分析显示，白马人在基因上和羌族比和藏族更近。

## 方言
白马语有3种方言：南部方言(平武方言)、北部方言(文县方言)和西部方言(九寨沟/松潘方言)。九寨沟白马语与松潘白马语、书面白马语均不同。
孙宏开等 (2007)记录了下列3种白马语方言。
- 四川平武县
- 甘肃文县铁楼藏族乡
- 四川九寨沟县勿角镇

## 分类
白马语的分类问题在语言学家间存在争议。白马语曾被临时划作康方言，但它也有很多安多方言特征。白马语确实经历过音节结构的激烈简化、古藏语韵尾的消失和声调的出现，分类可能依此作出。许多学者相信白马语自成藏缅语族下的一支，而其他人则认为它是藏语方言。白马语和藏语共享许多基础特征，但本质上不同。其实，白马语和藏语的差别远超3种主要藏语方言间的差别。因此，孙宏开认为“白马语应被视作一种独立的语言，与藏语并列，两者同属于藏语支。”

## 词汇
单纯词以单音节为主。可通过不同词根的复合合成丰富的词汇，有少量加词头词尾的派生词。借词主要来自汉语和藏语。
总的来说，白马语词汇的来源相当多样。它包含大量可轻易认出来的藏语来源词，似是兼有康方言和安多方言的特征。:23但标准书面藏语正字法反映的古藏语和白马语的对应，就不如现代藏语方言和书面藏语的对应那么整齐了。白马语词汇还展现两个独特特征：首先，送气塞(擦)音在鼻前缀后浊化；其次，书面藏语正字法的对应。此外，白马语还有些词源不明的词，甚至包括基础词。这些词的比例从未得到过估计，基础词也从来不是详细调查的重点。叶卡捷琳娜·奇科娃（Ekaterina Chirkova）在《从基础词看白马语在藏语中的地位》中，讨论了白马语的斯瓦迪士词表前100词的来源。她发现，白马语的斯瓦迪士词表前100词中包含84个藏语来源词、15个未知来源词和7个复合来源词，即词的组分之一不能确定来源。有4个复合词，大部分都是一个未知来源词和一个藏语来源词的复合。据她的分析，白马语的音节结构很简单，基式是(n)(C)V，都是开音节，其中“n”表示前鼻化，与后面的辅音发音部位相同。大多数白马语动词都有两个词干，未完成体以前鼻化标记，绝大多数是高降调，完成/祈使体以高升调标记。白马语动词可带方向体，不同的前缀可以表示前往不同方向的动作。使用前缀展示方向体是白马语一的一个重要特征。总之，Chirkova断定白马语在词汇和音系上和藏语方言相去甚远。

## 语法
语法意义主要通过虚词和词序表达，亦有加词缀、词根屈折变化和重叠等形态手段。动词的体、态、式、趋向通过形态手段表达，名词的数（双、多）和动词的名物化则借助词表达。基本语序为主-宾-谓，修饰语为名词、代词时位于中心词前，为形容词、数量词时位于中心词后。已出现数词加量词修饰名词的词序。结构助词丰富。
值得注意的是白马语与现代汉语主谓宾结构一致。

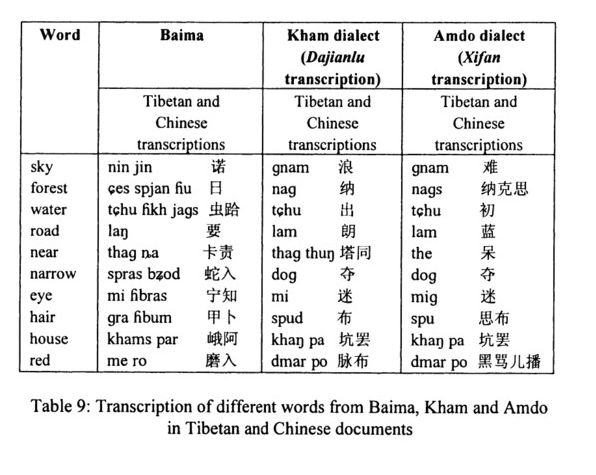
孙宏开：白马语、康藏语、安多藏语不同词汇的藏语和汉语转写

- 白马语第一人称双数和复数代词都有包含式和排除式之分。白马语单数人称代词有主格、宾格之分，通过元音的屈折表达。白马语第三人称代词，无论是单数、双数还是复数，都与藏语方言的形式非常不同。[6]
- 与藏语相比，白马语有更多的量词。在3,000多个常见词汇中，有超过110个借词。例如，白马语中，与量词结合的“1”有很多不同形式，原因不明。量词数量的增加还导致它们语法作用的增加，其用法也在改变。[6]
- 方向性在白马语中起重要语法作用。[6]
- 白马语有大量格冠词，起重要句法功能。[6]

## 音系
|              |        | 唇音 | 齿龈音 | 齿龈音 | 龈后音 | （龈腭音） | 软腭音 | 声门音 |
| 普通         | 咝音   | 唇音 |        |        | 龈后音 | （龈腭音） | 软腭音 | 声门音 |
| ------------ | ------ | ---- | ------ | ------ | ------ | ---------- | ------ | ------ |
| 鼻音         | 浊音   | m    | n      |        |        | ɲ          | ŋ      |        |
| 塞音/ 塞擦音 | 清音   | p    | t      | ts     | tʃ     | tɕ         | k      |        |
| 塞音/ 塞擦音 | 送气   | pʰ   | tʰ     | tsʰ    | tʃʰ    | tɕʰ        | kʰ     |        |
| 塞音/ 塞擦音 | 浊音   | b    | d      | dz     | dʒ     | dʑ         | ɡ      |        |
| 塞音/ 塞擦音 | 前鼻化 | ᵐb   | ⁿd     | ⁿdz    | ⁿdʒ    | ⁿdʑ        | ᵑɡ     |        |
| 擦音         | 清音   |      |        | s      | ʃ      | ɕ          |        |        |
| 擦音         | 送气   |      |        | sʰ     | ʃʰ     | ɕʰ         |        |        |
| 擦音         | 浊音   |      |        | z      | ʒ      | ʑ          |        | ɦ      |
| 近音         | 近音   |      | l      |        |        | j          |        |        |
| 颤音         | 颤音   |      | r      |        |        |            |        |        |

|      | 前                                        | 前 | 央 | 后 | 后 |
| ---- | ----------------------------------------- | -- | -- | -- | -- |
| 闭   | i                                         | y  |    | u  | u  |
| 半闭 | e                                         | ø  | ə  | o  | õ  |
| 半开 | ɛ                                         | ɛ̃  | ə  | ɔ  | ɔ  |
| 开   | a                                         | a  | ɐ  | ɑ  | ɑ̃  |
|      | iɑ, iɛ, io, iø, iɔ, yɛ uɑ, uɑ̃, ue, uɛ, uɔ |    |    |    |    |

白马语音系和藏语康方言非常像，它们都保留了清浊对立，且有4–5个可辨义的声调，这与安多方言不同。但它的元音系统更复杂。韵尾从本质上丢失了，元音因此发生可观的异化，产生23个双元音，均为后响，由[i]/[u]/[y]介音组成。总体上说，白马语声调数也和藏语康方言很接近；但白马语声调、声母、韵母和书面藏语的对应关系远没有康方言那么整齐。

## 外部連結
- 白马语于《民族语》 （页面存档备份，存于）